# Ментей Йосиф Андрійович

МЕНТЕЙ Йосиф Андрійович

Йо́сип Андрі́йович Менте́й  (нар. 25 січня 1931[джерело?] — пом. 13 травня 1995) — майстер з виготовлення бандур Чернігівської фабрики музичних інструментів.
Один із найбільш знаних майстрів виготовлення бандур київсько-чернігівського типу.
Працював в експериментальному цеху разом зі своїми старшими братами Миколою Андрійовичем Ментеєм (1924—2004), майстром з виготовлення домр та балалайок, та Григорієм Андрійовичем Ментеєм (1928—1998)[джерело?], який працював на посаді інженера, брав участь у розробці ескізів та креслень піаніно чернігівського зразка, цимбал-прима та угорських цимбал. Серед колег по цеху — Олександр Шльончик, Микола Єщенко, Олександр Шуляковський, Олексій Кілочицький.
Його інструменти вирізняються з-поміж інших (як з акустичного, так і деревообробного боку) через особливий підбір дерева та роботи високої якості[джерело?].
Змайстрував спеціальні концертні інструменти для Віктора Мішалова (1991, 1992), Лариси Ковальчук (1993), Романа Гриньківа (переможець І міжнародного конкурсу ім. Гната Хоткевича 1993 р.). Гриньків спеціально приїжджав до Чернігова вивчати роботу Йосипа Ментея.
З Ментеєм стався нещасний випадок, він потрапив під авто. Вилікувався. Причиною його смерті був повторний інфаркт[джерело?].

Родина Ментей, зліва направо: Володимир Йосипович, Микола Андрійович, Йосип Андрійович, Григорій Андрійович.